# طواف تركيا الرئاسي 2022
طواف تركيا الرئاسي 2022 (بالتركية: 2022 Cumhurbaşkanlığı Türkiye Bisiklet Turu)‏ هو سباق دراجات هوائية، وهو الموسم السابع والخمسين من طواف تركيا، وأقيم خلال الفترة من 10 أبريل 2022، وحتى 17 أبريل 2022 ضمن سباقات سلسلة سباقات الاتحاد الدولي للدراجات للمحترفين 2022، وشارك فيه 167 متسابقاً ووصل إلى نهايته 150 متسابقاً.
فاز بالمركز الأول باتريك بيفن، وبالمركز الثاني Jay Vine ‏، وبالمركز الثالث إدواردو سيبولفيدا، وفاز جاسبر فيليبسين في ترتيب النقاط، وكان الفائز في تصنيف الجبال Noah Granigan ‏.

## الفرق
| فرق عالمية (6)- Astana Qazaqstan Team - Bora-Hansgrohe - BikeExchange-Jayco - Team DSM - Israel-Premier Tech - Lotto-Soudal فرق برو (12)- Alpecin-Fenix - Arkéa-Samsic - Bardiani-CSF-Faizanè - برجس بي إتش 2022 ‏ - كاجا رورال-سيغوروس 2022 ‏ - درون هوبر-أندروني جوكاتولي 2022 ‏ - فريق إيولو كوميت لركوب الدراجات 2022 ‏ - أوسكالتيل أوسكادي 2022 ‏ - كيرن فارما 2022 ‏ - Human Powered Health - نوفو نورديسك 2022 ‏ - أونو اكس برو سايكلنج تيم 2022 ‏ فرق قارية (7)- بايك أيد 2022 ‏ - Global 6 United ‏ - China Glory–Mentech Continental Cycling Team ‏ - Wildlife Generation Pro Cycling ‏ - Sakarya BB Pro Team ‏ - فريق سبور توتو للدراجات 2022 ‏ - Sauerland NRW-SKS Germany ‏ |  |
| |  |

## المراحل
| قائمة المراحل | قائمة المراحل | قائمة المراحل          | قائمة المراحل | قائمة المراحل | قائمة المراحل     | قائمة المراحل     |
| المرحلة       | التاريخ       | الدورة                 |               | المسافة (كم)  | الفائز بالمرحلة   | القائد العام      |
| ------------- | ------------- | ---------------------- | ------------- | ------------- | ----------------- | ----------------- |
| مرحلة 1       | 10 أبريل      | بودروم – کوش‌ آداسی     | مرحلة جبلية   | 202           | كاليب إيوان       | كاليب إيوان       |
| مرحلة 2       | 11 أبريل      | سلجوق – ألاتشاتي       | مرحلة جبلية   | 156٫4         | Kaden Groves ‏     | Kaden Groves ‏     |
| مرحلة 3       | 12 أبريل      | تشيشمي – إزمير         | مرحلة مستوية  | 117٫9         | جاسبر فيليبسين    | جاسبر فيليبسين    |
| مرحلة 4       | 13 أبريل      | كوناك (إزمير) – مانيسا | مرحلة جبلية   | 186٫1         | إدواردو سيبولفيدا | إدواردو سيبولفيدا |
| مرحلة 5       | 14 أبريل      | مانيسا – آيوالق        | مرحلة مستوية  | 186٫1         | سام ويلسفورد      | إدواردو سيبولفيدا |
| مرحلة 6       | 15 أبريل      | Akçay ‏ – Eceabat ‏      | مرحلة جبلية   | 201٫5         | كاليب إيوان       | إدواردو سيبولفيدا |
| مرحلة 7       | 16 أبريل      | كليبولي – تكيرداغ      | مرحلة جبلية   | 131٫3         | باتريك بيفن       | باتريك بيفن       |
| مرحلة 8       | 17 أبريل      | إسطنبول – إسطنبول      | مرحلة جبلية   | 137٫8         | إلغاء المرحلة ‏    | باتريك بيفن       |

## النتيجة

### مرحلة 1
هي مرحلة جبلية، أقيمت في 10 أبريل 2022، وامتدّت لمسافة 202 كيلومتر. فاز بالمرحلة كاليب إيوان، وكان متصدر الترتيب العام في نهاية المرحلة كاليب إيوان، وكان المتصدر حسب ترتيب النقاط كاليب إيوان، وكان المتصدر في ترتيب التسلق نيكولاس ايديت، وكان متصدر ترتيب الفرق إسرائيل - بريمير تيك 2022 ‏.
| التصنيف العام         | التصنيف العام           | التصنيف العام | التصنيف العام            | التصنيف العام  |
| العداء                | العداء                  | البلد         | الفريق                   | الوقت          |
| --------------------- | ----------------------- | ------------- | ------------------------ | -------------- |
| 1                     | كاليب إيوان             | أستراليا      | لوتو سودال               | 46 س 21 د 25 ث |
| 2                     | جاسبر فيليبسين          | بلجيكا        | Alpecin-Fenix            | + 4 ث          |
| 3                     | Kaden Groves ‏           | أستراليا      | Team BikeExchange-Jayco  | + 6 ث          |
| 4                     | داني فان بوبيل          | هولندا        | بورا هانسغروه            | + 10 ث         |
| 5                     | ريك تسابل               | ألمانيا       | إسرائيل - بريمير تيك     | + 10 ث         |
| 6                     | سيس بول                 | هولندا        | Team DSM                 | + 10 ث         |
| 7                     | ميركو مايستري           | إيطاليا       | إيولو كوميت ‏             | + 10 ث         |
| 8                     | Miguel Ángel Fernández ‏ | إسبانيا       | Global 6 United ‏         | + 10 ث         |
| 9                     | Filippo Tagliani ‏       | إيطاليا       | أندروني جوكاتولي-سيدرمك ‏ | + 10 ث         |
| 10                    | Carlos Canal ‏           | إسبانيا       | أوسكالتيل أوسكادي ‏       | + 10 ث         |
| مصدر: ProCyclingStats |                         |               |                          |                |

### مرحلة 2
هي مرحلة جبلية، أقيمت في 11 أبريل 2022، وامتدّت لمسافة 156.4 كيلومتر. فاز بالمرحلة Kaden Groves ‏، وكان متصدر الترتيب العام في نهاية المرحلة Kaden Groves ‏، وكان المتصدر حسب ترتيب النقاط Kaden Groves ‏، وكان المتصدر في ترتيب التسلق Noah Granigan ‏، وكان متصدر ترتيب الفرق إسرائيل - بريمير تيك 2022 ‏.
| التصنيف العام         | التصنيف العام           | التصنيف العام    | التصنيف العام                    | التصنيف العام |
| العداء                | العداء                  | البلد            | الفريق                           | الوقت         |
| --------------------- | ----------------------- | ---------------- | -------------------------------- | ------------- |
| 1                     | Kaden Groves ‏           | أستراليا         | Team BikeExchange-Jayco          | 8 س 40 د 12 ث |
| 2                     | جاسبر فيليبسين          | بلجيكا           | Alpecin-Fenix                    | + 2 ث         |
| 3                     | كاليب إيوان             | أستراليا         | لوتو سودال                       | + 4 ث         |
| 4                     | سيس بول                 | هولندا           | Team DSM                         | + 14 ث        |
| 5                     | داني فان بوبيل          | هولندا           | بورا هانسغروه                    | + 14 ث        |
| 6                     | ريك تسابل               | ألمانيا          | إسرائيل - بريمير تيك             | + 14 ث        |
| 7                     | Miguel Ángel Fernández ‏ | إسبانيا          | Global 6 United ‏                 | + 14 ث        |
| 8                     | سكوت ماكجيل ‏            | الولايات المتحدة | Wildlife Generation Pro Cycling ‏ | + 14 ث        |
| 9                     | Filippo Tagliani ‏       | إيطاليا          | أندروني جوكاتولي-سيدرمك ‏         | + 14 ث        |
| 10                    | باتريك بيفن             | نيوزيلندا        | إسرائيل - بريمير تيك             | + 14 ث        |
| مصدر: ProCyclingStats |                         |                  |                                  |               |

### مرحلة 3
هي مرحلة بسيطة، أقيمت في 12 أبريل 2022، وامتدّت لمسافة 117.9 كيلومتر. فاز بالمرحلة جاسبر فيليبسين، وكان متصدر الترتيب العام في نهاية المرحلة جاسبر فيليبسين، وكان المتصدر حسب ترتيب النقاط جاسبر فيليبسين، وكان المتصدر في ترتيب التسلق Noah Granigan ‏، وكان متصدر ترتيب الفرق إسرائيل - بريمير تيك 2022 ‏.
| التصنيف العام         | التصنيف العام           | التصنيف العام    | التصنيف العام                    | التصنيف العام  |
| العداء                | العداء                  | البلد            | الفريق                           | الوقت          |
| --------------------- | ----------------------- | ---------------- | -------------------------------- | -------------- |
| 1                     | جاسبر فيليبسين          | بلجيكا           | Alpecin-Fenix                    | 11 س 15 د 23 ث |
| 2                     | Kaden Groves ‏           | أستراليا         | Team BikeExchange-Jayco          | + 2 ث          |
| 3                     | كاليب إيوان             | أستراليا         | لوتو سودال                       | + 12 ث         |
| 4                     | Miguel Ángel Fernández ‏ | إسبانيا          | Global 6 United ‏                 | + 18 ث         |
| 5                     | سكوت ماكجيل ‏            | الولايات المتحدة | Wildlife Generation Pro Cycling ‏ | + 19 ث         |
| 6                     | Léo Bouvier ‏            | فرنسا            | بايك أيد ‏                        | + 21 ث         |
| 7                     | Filippo Tagliani ‏       | إيطاليا          | أندروني جوكاتولي-سيدرمك ‏         | + 22 ث         |
| 8                     | ريك تسابل               | ألمانيا          | إسرائيل - بريمير تيك             | + 22 ث         |
| 9                     | Georgios Bouglas ‏       | اليونان          | فريق سبور توتو للدراجات ‏         | + 22 ث         |
| 10                    | سيس بول                 | هولندا           | Team DSM                         | + 22 ث         |
| مصدر: ProCyclingStats |                         |                  |                                  |                |

### مرحلة 4
هي مرحلة جبلية، أقيمت في 13 أبريل 2022، وامتدّت لمسافة 186.1 كيلومتر. فاز بالمرحلة إدواردو سيبولفيدا، وكان متصدر الترتيب العام في نهاية المرحلة إدواردو سيبولفيدا، وكان المتصدر حسب ترتيب النقاط جاسبر فيليبسين، وكان المتصدر في ترتيب التسلق إدواردو سيبولفيدا، وكان متصدر ترتيب الفرق كيرن فارما 2022 ‏.
| التصنيف العام         | التصنيف العام               | التصنيف العام    | التصنيف العام                                 | التصنيف العام  |
| العداء                | العداء                      | البلد            | الفريق                                        | الوقت          |
| --------------------- | --------------------------- | ---------------- | --------------------------------------------- | -------------- |
| 1                     | إدواردو سيبولفيدا           | الأرجنتين        | أندروني جوكاتولي-سيدرمك ‏                      | 15 س 04 د 18 ث |
| 2                     | باتريك بيفن                 | نيوزيلندا        | إسرائيل - بريمير تيك                          | + 14 ث         |
| 3                     | Jay Vine ‏                   | أستراليا         | Alpecin-Fenix                                 | + 25 ث         |
| 4                     | Harm Vanhoucke ‏             | بلجيكا           | لوتو سودال                                    | + 37 ث         |
| 5                     | Anders Halland Johannessen ‏ | النرويج          | أونو-إكس موبيليتي ‏                            | + 46 ث         |
| 6                     | نيكولاس ايديت               | فرنسا            | اركيا سامسيك                                  | + 53 ث         |
| 7                     | Dawit Yemane ‏               | إريتريا          | بايك أيد ‏                                     | + 53 ث         |
| 8                     | شون بينيت                   | الولايات المتحدة | China Glory–Mentech Continental Cycling Team ‏ | + 57 ث         |
| 9                     | مصطفى سيار                  | تركيا            | Sakarya BB Pro Team ‏                          | + 1 د 10 ث     |
| 10                    | Henri Vandenabeele ‏         | بلجيكا           | Team DSM                                      | + 1 د 12 ث     |
| مصدر: ProCyclingStats |                             |                  |                                               |                |

### مرحلة 5
هي مرحلة بسيطة، أقيمت في 14 أبريل 2022، وامتدّت لمسافة 186.1 كيلومتر. فاز بالمرحلة سام ويلسفورد، وكان متصدر الترتيب العام في نهاية المرحلة إدواردو سيبولفيدا، وكان المتصدر حسب ترتيب النقاط جاسبر فيليبسين، وكان المتصدر في ترتيب التسلق إدواردو سيبولفيدا، وكان متصدر ترتيب الفرق كيرن فارما 2022 ‏.
| التصنيف العام         | التصنيف العام               | التصنيف العام    | التصنيف العام                                 | التصنيف العام  |
| العداء                | العداء                      | البلد            | الفريق                                        | الوقت          |
| --------------------- | --------------------------- | ---------------- | --------------------------------------------- | -------------- |
| 1                     | إدواردو سيبولفيدا           | الأرجنتين        | أندروني جوكاتولي-سيدرمك ‏                      | 19 س 18 د 07 ث |
| 2                     | باتريك بيفن                 | نيوزيلندا        | إسرائيل - بريمير تيك                          | + 13 ث         |
| 3                     | Jay Vine ‏                   | أستراليا         | Alpecin-Fenix                                 | + 25 ث         |
| 4                     | Harm Vanhoucke ‏             | بلجيكا           | لوتو سودال                                    | + 37 ث         |
| 5                     | Anders Halland Johannessen ‏ | النرويج          | أونو-إكس موبيليتي ‏                            | + 46 ث         |
| 6                     | نيكولاس ايديت               | فرنسا            | اركيا سامسيك                                  | + 53 ث         |
| 7                     | Dawit Yemane ‏               | إريتريا          | بايك أيد ‏                                     | + 53 ث         |
| 8                     | شون بينيت                   | الولايات المتحدة | China Glory–Mentech Continental Cycling Team ‏ | + 57 ث         |
| 9                     | مصطفى سيار                  | تركيا            | Sakarya BB Pro Team ‏                          | + 1 د 10 ث     |
| 10                    | Henri Vandenabeele ‏         | بلجيكا           | Team DSM                                      | + 1 د 12 ث     |
| مصدر: ProCyclingStats |                             |                  |                                               |                |

### مرحلة 6
هي مرحلة جبلية، أقيمت في 15 أبريل 2022، وامتدّت لمسافة 201.5 كيلومتر. فاز بالمرحلة كاليب إيوان، وكان متصدر الترتيب العام في نهاية المرحلة إدواردو سيبولفيدا، وكان المتصدر حسب ترتيب النقاط جاسبر فيليبسين، وكان المتصدر في ترتيب التسلق Noah Granigan ‏، وكان متصدر ترتيب الفرق كيرن فارما 2022 ‏.
| التصنيف العام         | التصنيف العام               | التصنيف العام    | التصنيف العام                                 | التصنيف العام  |
| العداء                | العداء                      | البلد            | الفريق                                        | الوقت          |
| --------------------- | --------------------------- | ---------------- | --------------------------------------------- | -------------- |
| 1                     | إدواردو سيبولفيدا           | الأرجنتين        | أندروني جوكاتولي-سيدرمك ‏                      | 24 س 12 د 07 ث |
| 2                     | باتريك بيفن                 | نيوزيلندا        | إسرائيل - بريمير تيك                          | + 11 ث         |
| 3                     | Jay Vine ‏                   | أستراليا         | Alpecin-Fenix                                 | + 25 ث         |
| 4                     | Harm Vanhoucke ‏             | بلجيكا           | لوتو سودال                                    | + 37 ث         |
| 5                     | Anders Halland Johannessen ‏ | النرويج          | أونو-إكس موبيليتي ‏                            | + 46 ث         |
| 6                     | نيكولاس ايديت               | فرنسا            | اركيا سامسيك                                  | + 53 ث         |
| 7                     | Dawit Yemane ‏               | إريتريا          | بايك أيد ‏                                     | + 53 ث         |
| 8                     | شون بينيت                   | الولايات المتحدة | China Glory–Mentech Continental Cycling Team ‏ | + 57 ث         |
| 9                     | مصطفى سيار                  | تركيا            | Sakarya BB Pro Team ‏                          | + 1 د 10 ث     |
| 10                    | Henri Vandenabeele ‏         | بلجيكا           | Team DSM                                      | + 1 د 12 ث     |
| مصدر: ProCyclingStats |                             |                  |                                               |                |

### مرحلة 7
هي مرحلة جبلية، أقيمت في 16 أبريل 2022، وامتدّت لمسافة 131.3 كيلومتر. فاز بالمرحلة باتريك بيفن، وكان متصدر الترتيب العام في نهاية المرحلة باتريك بيفن، وكان المتصدر حسب ترتيب النقاط جاسبر فيليبسين، وكان المتصدر في ترتيب التسلق Noah Granigan ‏، وكان متصدر ترتيب الفرق كيرن فارما 2022 ‏.
| التصنيف العام         | التصنيف العام               | التصنيف العام    | التصنيف العام                                 | التصنيف العام  |
| العداء                | العداء                      | البلد            | الفريق                                        | الوقت          |
| --------------------- | --------------------------- | ---------------- | --------------------------------------------- | -------------- |
| 1                     | باتريك بيفن                 | نيوزيلندا        | إسرائيل - بريمير تيك                          | 27 س 33 د 10 ث |
| 2                     | Jay Vine ‏                   | أستراليا         | Alpecin-Fenix                                 | + 20 ث         |
| 3                     | إدواردو سيبولفيدا           | الأرجنتين        | أندروني جوكاتولي-سيدرمك ‏                      | + 40 ث         |
| 4                     | نيكولاس ايديت               | فرنسا            | اركيا سامسيك                                  | + 52 ث         |
| 5                     | Harm Vanhoucke ‏             | بلجيكا           | لوتو سودال                                    | + 1 د 17 ث     |
| 6                     | Anders Halland Johannessen ‏ | النرويج          | أونو-إكس موبيليتي ‏                            | + 1 د 26 ث     |
| 7                     | Dawit Yemane ‏               | إريتريا          | بايك أيد ‏                                     | + 1 د 33 ث     |
| 8                     | شون بينيت                   | الولايات المتحدة | China Glory–Mentech Continental Cycling Team ‏ | + 1 د 37 ث     |
| 9                     | مصطفى سيار                  | تركيا            | Sakarya BB Pro Team ‏                          | + 1 د 50 ث     |
| 10                    | Henri Vandenabeele ‏         | بلجيكا           | Team DSM                                      | + 1 د 52 ث     |
| مصدر: ProCyclingStats |                             |                  |                                               |                |

### مرحلة 8
هي مرحلة جبلية، أقيمت في 17 أبريل 2022، وامتدّت لمسافة 137.8 كيلومتر. فاز بالمرحلة إلغاء المرحلة ‏، وكان متصدر الترتيب العام في نهاية المرحلة باتريك بيفن.

## التصنيف العام النهائي
| التصنيف العام         | التصنيف العام               | التصنيف العام    | التصنيف العام                                 | التصنيف العام  |
| العداء                | العداء                      | البلد            | الفريق                                        | الوقت          |
| --------------------- | --------------------------- | ---------------- | --------------------------------------------- | -------------- |
| 1                     | باتريك بيفن                 | نيوزيلندا        | إسرائيل - بريمير تيك                          | 27 س 33 د 10 ث |
| 2                     | Jay Vine ‏                   | أستراليا         | Alpecin-Fenix                                 | + 20 ث         |
| 3                     | إدواردو سيبولفيدا           | الأرجنتين        | أندروني جوكاتولي-سيدرمك ‏                      | + 40 ث         |
| 4                     | نيكولاس ايديت               | فرنسا            | اركيا سامسيك                                  | + 52 ث         |
| 5                     | Harm Vanhoucke ‏             | بلجيكا           | لوتو سودال                                    | + 1 د 17 ث     |
| 6                     | Anders Halland Johannessen ‏ | النرويج          | أونو-إكس موبيليتي ‏                            | + 1 د 26 ث     |
| 7                     | Dawit Yemane ‏               | إريتريا          | بايك أيد ‏                                     | + 1 د 33 ث     |
| 8                     | شون بينيت                   | الولايات المتحدة | China Glory–Mentech Continental Cycling Team ‏ | + 1 د 37 ث     |
| 9                     | مصطفى سيار                  | تركيا            | Sakarya BB Pro Team ‏                          | + 1 د 50 ث     |
| 10                    | Henri Vandenabeele ‏         | بلجيكا           | Team DSM                                      | + 1 د 52 ث     |
| مصدر: ProCyclingStats |                             |                  |                                               |                |

### تصنيف النقاط
| تصنيف النقاط          | تصنيف النقاط   | تصنيف النقاط | تصنيف النقاط            | تصنيف النقاط |
| العداء                | العداء         | البلد        | الفريق                  | النقاط       |
| --------------------- | -------------- | ------------ | ----------------------- | ------------ |
| 1                     | جاسبر فيليبسين | بلجيكا       | Alpecin-Fenix           | 88 نقطة      |
| 2                     | Kaden Groves ‏  | أستراليا     | Team BikeExchange-Jayco | 56 نقطة      |
| 3                     | كاليب إيوان    | أستراليا     | لوتو سودال              | 50 نقطة      |
| 4                     | باتريك بيفن    | نيوزيلندا    | إسرائيل - بريمير تيك    | 50 نقطة      |
| 5                     | داني فان بوبيل | هولندا       | بورا هانسغروه           | 44 نقطة      |
| مصدر: ProCyclingStats |                |              |                         |              |

### تصنيف الجبال
| تصنيف الجبال          | تصنيف الجبال      | تصنيف الجبال     | تصنيف الجبال                     | تصنيف الجبال |
| العداء                | العداء            | البلد            | الفريق                           | النقاط       |
| --------------------- | ----------------- | ---------------- | -------------------------------- | ------------ |
| 1                     | Noah Granigan ‏    | الولايات المتحدة | Wildlife Generation Pro Cycling ‏ | 14 نقطة      |
| 2                     | إدواردو سيبولفيدا | الأرجنتين        | أندروني جوكاتولي-سيدرمك ‏         | 10 نقطة      |
| 3                     | نيكولاس ايديت     | فرنسا            | اركيا سامسيك                     | 10 نقطة      |
| 4                     | باتريك بيفن       | نيوزيلندا        | إسرائيل - بريمير تيك             | 10 نقطة      |
| 5                     | Harm Vanhoucke ‏   | بلجيكا           | لوتو سودال                       | 8 نقطة       |
| مصدر: ProCyclingStats |                   |                  |                                  |              |

## تصنيف الفرق

### الفرق حسب الوقت
| تصنيف الفرق حسب الوقت | تصنيف الفرق حسب الوقت                 | تصنيف الفرق حسب الوقت | تصنيف الفرق حسب الوقت |
| الفريق                | الفريق                                | البلد                 | الوقت                 |
| --------------------- | ------------------------------------- | --------------------- | --------------------- |
| 1                     | كيرن فارما 2022 ‏                      | إسبانيا               | 82 س 52 د 44 ث        |
| 2                     | بايك أيد 2022 ‏                        | ألمانيا               | + 21 ث                |
| 3                     | فريق إيولو كوميت لركوب الدراجات 2022 ‏ | إيطاليا               | + 1 د 08 ث            |
| 4                     | أوسكالتيل أوسكادي 2022 ‏               | إسبانيا               | + 2 د 05 ث            |
| 5                     | اركيا سامسيك                          | فرنسا                 | + 2 د 41 ث            |
| مصدر: ProCyclingStats |                                       |                       |                       |

## تصانيف فرعية

### تصنيف أفضل عداء
| تصنيف أفضل عداء       | تصنيف أفضل عداء  | تصنيف أفضل عداء  | تصنيف أفضل عداء                  | تصنيف أفضل عداء |
| العداء                | العداء           | البلد            | الفريق                           | النقاط          |
| --------------------- | ---------------- | ---------------- | -------------------------------- | --------------- |
| 1                     | Batuhan Özgür ‏   | تركيا            | Sakarya BB Pro Team ‏             | 10 نقطة         |
| 2                     | Feritcan Şamlı ‏  | تركيا            | فريق سبور توتو للدراجات ‏         | 6 نقطة          |
| 3                     | Noah Granigan ‏   | الولايات المتحدة | Wildlife Generation Pro Cycling ‏ | 6 نقطة          |
| 4                     | Oğuzhan Tiryaki ‏ | تركيا            | فريق سبور توتو للدراجات ‏         | 5 نقطة          |
| 5                     | سكوت ماكجيل ‏     | الولايات المتحدة | Wildlife Generation Pro Cycling ‏ | 5 نقطة          |
| مصدر: ProCyclingStats |                  |                  |                                  |                 |

## وصلات خارجية
- الموقع الرسمي
- لمحة عن سباق طواف تركيا الرئاسي 2022 على موقع  ProCyclingStats   (برو  سايكلنج  ستاتس) - إحصاءات  محترفي  الدراجات.
- طواف تركيا الرئاسي 2022 على موقع إحصائيات الدراجات الإحترافية (الإنجليزية)